# Route nationale 146
Pour les articles homonymes, voir Route 146.
La route nationale 146, ou RN 146, est une ancienne route nationale française reliant Montmarault à Chazeuil (commune de Varennes-sur-Allier), via Saint-Pourçain-sur-Sioule. Cette route permettait de relier Montluçon à Roanne.

## Histoire
La route nationale 146 a été déclassée à la suite de la réforme de 1972, avec effet au 1er janvier 1973 pour la section située entre la route nationale 145 à Montmarault et la route nationale 9 à Saint-Pourçain-sur-Sioule (soit 28 km) et au 1er janvier 1975 entre la RN 9 et la RN 7 (7,568 km) : elle devient la RD 46.
Une autre RN 146 (antenne de la RN 6, actuellement RD 606) correspondait à une bretelle ouverte en 1964 reliant l'A6 sortie 22, nouvellement ouverte entre Magny et Sauvigny-le-Bois, à l'est d'Avallon, à la RN 6. Elle ne mesure que 3 kilomètres. Elle a été déclassée RD 646.

## Tracé
- Montmarault (km 0)
- Saint-Marcel-en-Murat
- Voussac (km 8)
- Bransat (km 21)
- Saint-Pourçain-sur-Sioule, où elle rencontrait la RN 9 (km 26)
- Chazeuil, commune de Varennes-sur-Allier, où elle rejoignait la RN 7[2] (km 34)

La RD 46 est classée route à grande circulation entre la RD 2371 à Montmarault et la RD 2009 à Saint-Pourçain-sur-Sioule et entre la RD 130 à Saint-Pourçain-sur-Sioule et la RD 268 à Varennes-sur-Allier, soit l'ensemble du parcours.